# Ludwig Sebastian
Ludwig Sebastian (Frankenstein, 6 ottobre 1862 – Spira, 20 maggio 1943) è stato un vescovo cattolico tedesco.

## Biografia
Nato a Frankenstein (Germania) il 6 ottobre 1862, venne nominato vescovo di Spira da papa Benedetto XV il 28 maggio 1917, ricevendo la consacrazione episcopale il 23 settembre dello stesso anno.
Morì a Spira il 20 maggio 1943, all'età di 80 anni.

## Genealogia episcopale e successione apostolica
La genealogia episcopale è:
- Cardinale Scipione Rebiba
- Cardinale Giulio Antonio Santori
- Cardinale Girolamo Bernerio, O.P.
- Arcivescovo Galeazzo Sanvitale
- Cardinale Ludovico Ludovisi
- Cardinale Luigi Caetani
- Cardinale Ulderico Carpegna
- Cardinale Paluzzo Paluzzi Altieri degli Albertoni
- Papa Benedetto XIII
- Papa Benedetto XIV
- Papa Clemente XIII
- Cardinale Bernardino Giraud
- Cardinale Alessandro Mattei
- Cardinale Pietro Francesco Galleffi
- Cardinale Giacomo Filippo Fransoni
- Cardinale Antonio Saverio De Luca
- Arcivescovo Gregor Leonhard Andreas von Scherr, O.S.B.
- Arcivescovo Friedrich von Schreiber
- Arcivescovo Franz Joseph von Stein
- Arcivescovo Joseph von Schork
- Vescovo Ferdinand von Schlör
- Arcivescovo Johann Jakob von Hauck
- Vescovo Ludwig Sebastian

La successione apostolica è:
- Vescovo Ludwig Maria Hugo (1921)
- Cardinale Joseph Wendel (1941)